# 沩山毛尖
沩山毛尖产于湖南省宁乡县沩山乡，因产地位居“沩山”而得名，属于黄茶的一种。与岳阳的君山银针一起，有“潇湘黄茶数两山”的说法。沩山毛尖在唐代已有名气，清同治六年（1867年）的《宁乡县志》云：“沩山六度庵、罗仙峰等处，皆产茶，唯沩山茶为上品”。
```
  陈雪涛先生加工的沩山毛尖曾获得北京中国食品博览会铜奖.
```